# IC 27
IC 27 је спирална галаксија у сазвјежђу Кит која се налази на листи објеката дубоког неба у Индекс каталогу.
Деклинација објекта је - 13° 22' 16" а ректасцензија 0h 33m 6,2s. Привидна величина (магнитуда) објекта IC 27 износи 15,3 а фотографска магнитуда 16,1. IC 27 је још познат и под ознакама NPM1G -13.0023, PGC 143572.